# Ajyíninka Apurucayali jezik
Ajyíninka Apurucayali jezik (ajyéninka, apurucayali campa, ashaninca, ashéninca apurucayali, “axininka campa”, “campa”; ISO 639-3: cpc), jezik porodice aravak, kojim govori 4 000 Campa Indijanaca s rijeke Apurucayali, pritoci Pachitee u Peruu.
Pripada podskupini pre-andino. Piše se na latinici

## Vanjske poveznice
- Ethnologue (14th)
- Ethnologue (15th)